# 청자 양각운룡문 매병
청자 양각운룡문 매병(靑磁 陽刻雲龍文 梅甁)은 구름 위를 노니는 용 무늬를 돋을새김한, 고려청자 매병이다. 서울특별시 용산구, 삼성미술관 리움에 있으며, 2003년 12월 30일 대한민국의 보물 제1385호로 지정되었다.

## 개요
청자 양각운룡문 매병은 고려시대 중기에 제작된 전형적인 매병의 형태이며, 규격도 크지만 위엄있는 형태와 정교하고 사실적인 문양이 조화를 이루고 있다. 
몸통 전면에 서로 마주보는 형상의 용 두 쌍을 꽉 차게 배치하고 어깨 부분의 평평한 면과 저부 빈 공간에는 비슷한 형태의 작은 뭉게구름을 낮고 굵은 음각으로 새겨 넣었다. 파도치는 넓은 바다에서 네 마리의 용이 여의주를 희롱하며 하늘로 오르는 형상인데 주변에는 상서로운 구름이 에워싸고 있어서 신비로운 분위기를 한층 높이는 역할을 하고 있다.
유약은 균열이 없고 맑은 담녹청색으로 투명한 편이지만 유층에 미세한 기포가 있어서 약간 반투명하며 광택이 은은하다.
이 매병은 왕실에서 사용하였던 것으로 추정되며, 힘이 넘치는 듯한 용의 자태와 거세게 몰아치는 파도, 잔잔하면서도 힘있는 뭉게구름은 물론, 우아한 매병의 형태와 담록의 비색유가 완벽하게 조화되어 고려청자 절정기의 특징을 잘 보여주는 유물이다. 

## 같이 보기
- 고려청자

## 참고 자료
- 청자 양각운룡문 매병 - 국가유산청 국가유산포털

## 주해
1. ↑  매병(梅甁)이란 병의 아가리가 좁고 몸의 어깨는 넓으며 아래로 갈수록 홀쭉해지는 병을 말한다.